# لويس دومولين
لويس دومولين (بالفرنسية: Louis-Jules Dumoulin)‏ هو رسام فرنسي، ولد في 12 أكتوبر 1860 في باريس في فرنسا، وتوفي بنفس المكان في 1924.